# Kalvarija
Kalvarija anhörenⓘ (polnisch Kalwaria, deutsch (veraltet) Kalvarien, später auch Kalwarja) ist eine Stadt und Sitz der gleichnamigen Selbstverwaltungsgemeinde im südlichen Teil Litauens. Sie liegt rund 70 Kilometer südwestlich von Kaunas entfernt und etwa 140 Kilometer westlich der Landeshauptstadt Vilnius nahe der polnischen Grenze in der Region Suvalkija. Die Gemeinde Kalvarija umfasst neben der Stadt 172 Dörfer. 

## Bauwerke
- Mariä-Namen-Kirche, erbaut von 1838 bis 1840
- Ehemalige Evangelisch-Lutherische Kirche, erbaut 1838, nach dem Zweiten Weltkrieg profaniert
- Alte Synagoge
- Beit Midrash Synagoge

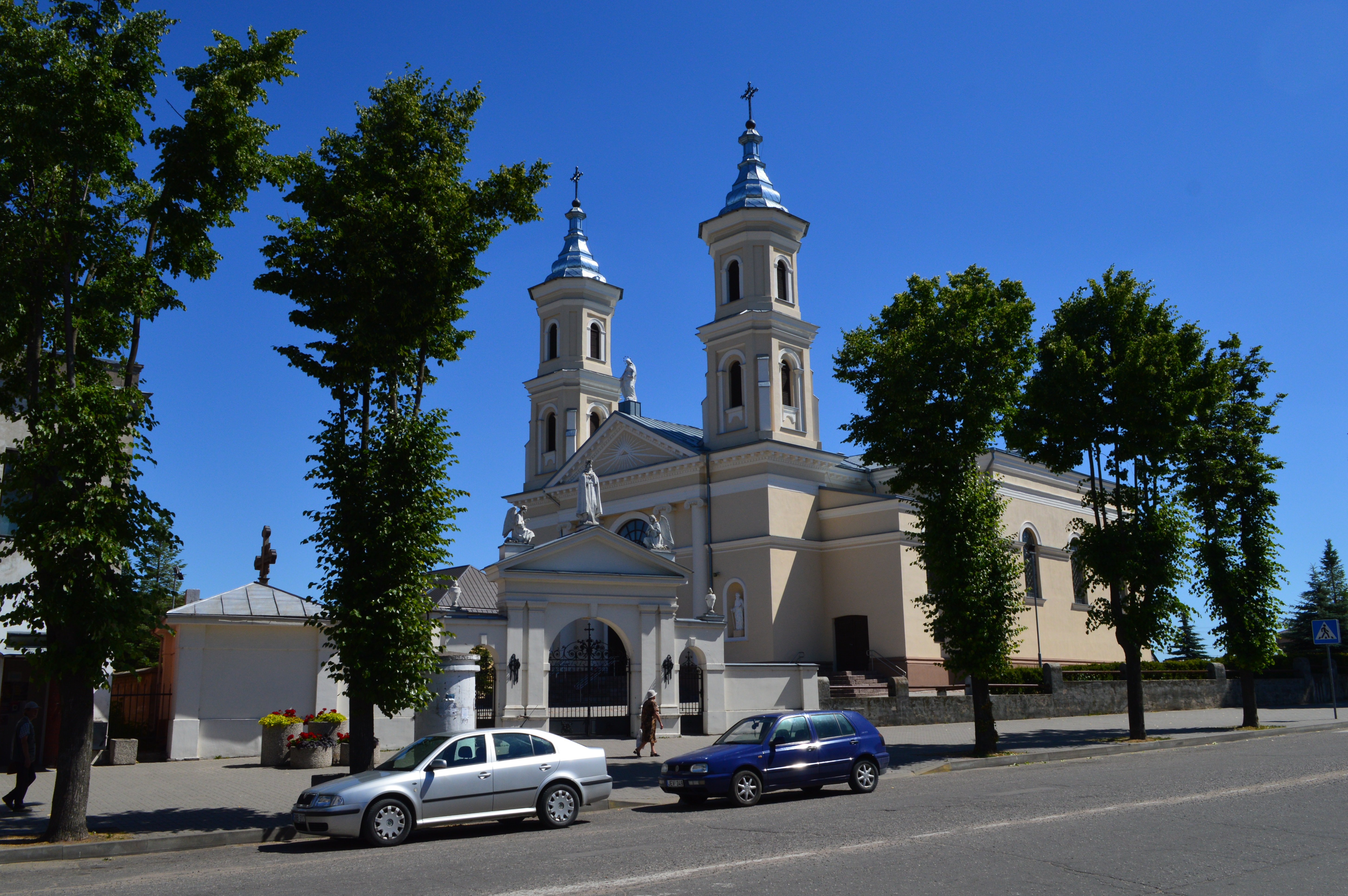
Kirche des Namens der Jungfrau Maria
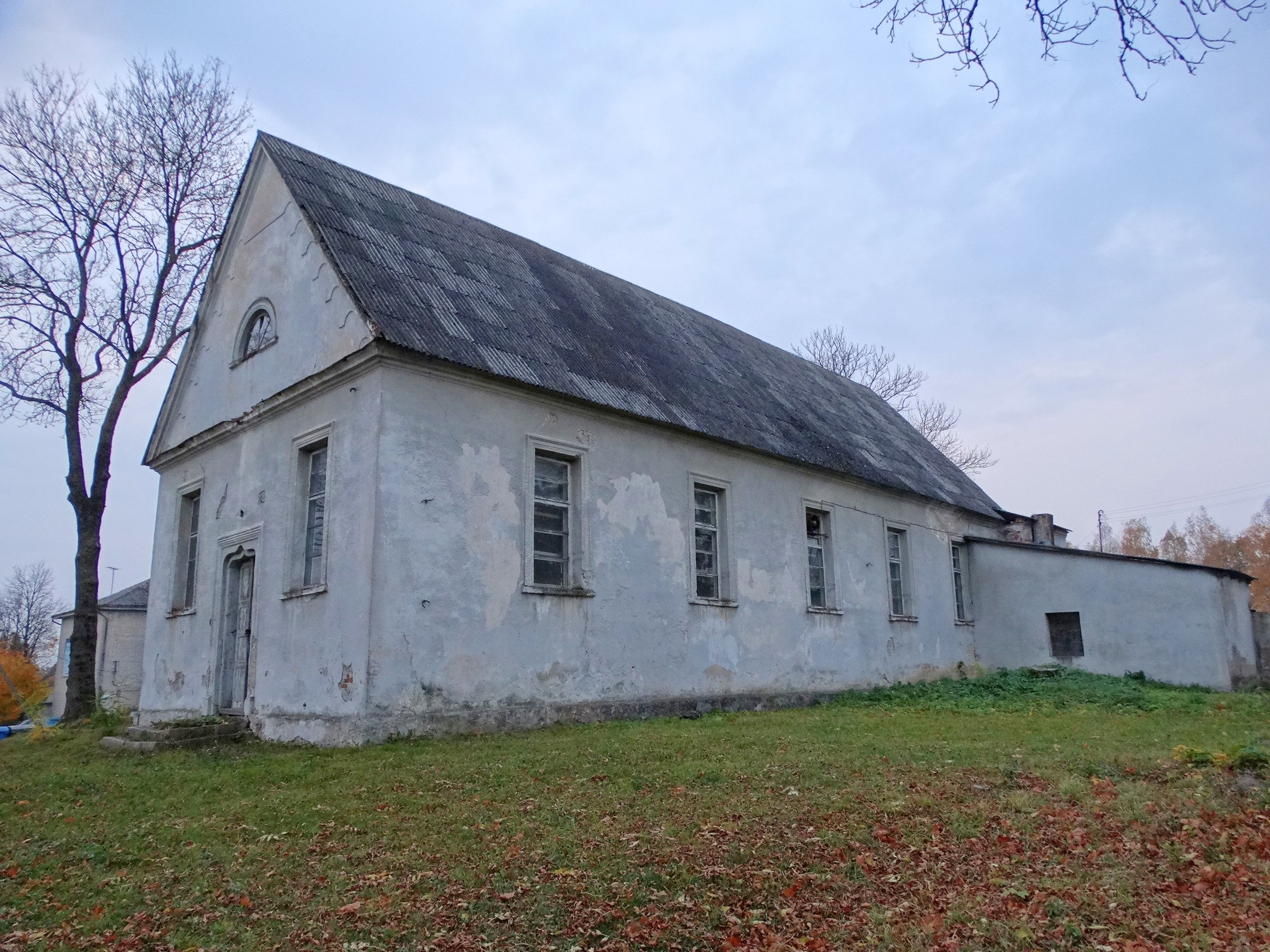
Ehemalige Evangelisch-lutherische Kirche
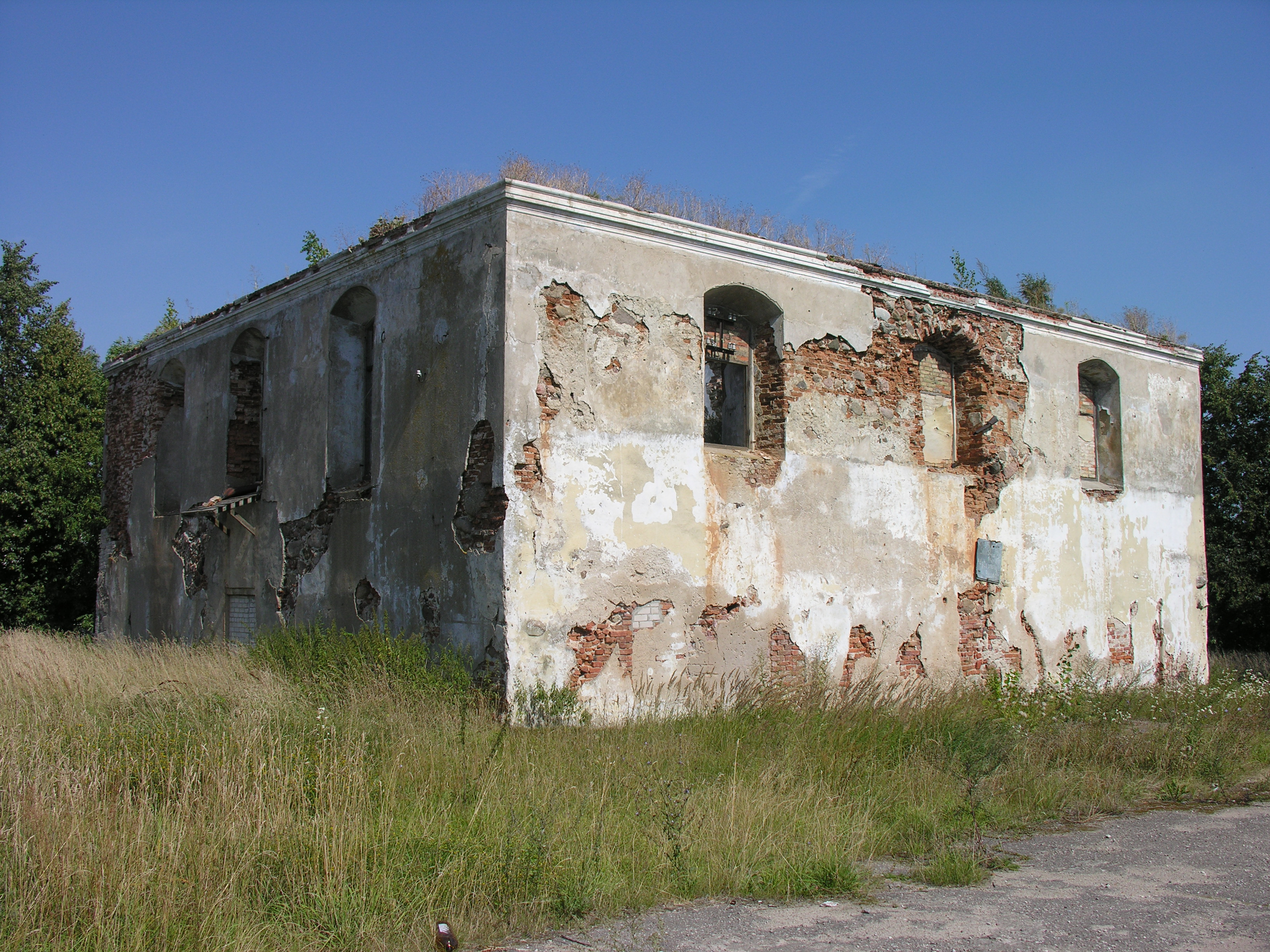
Alte Synagoge
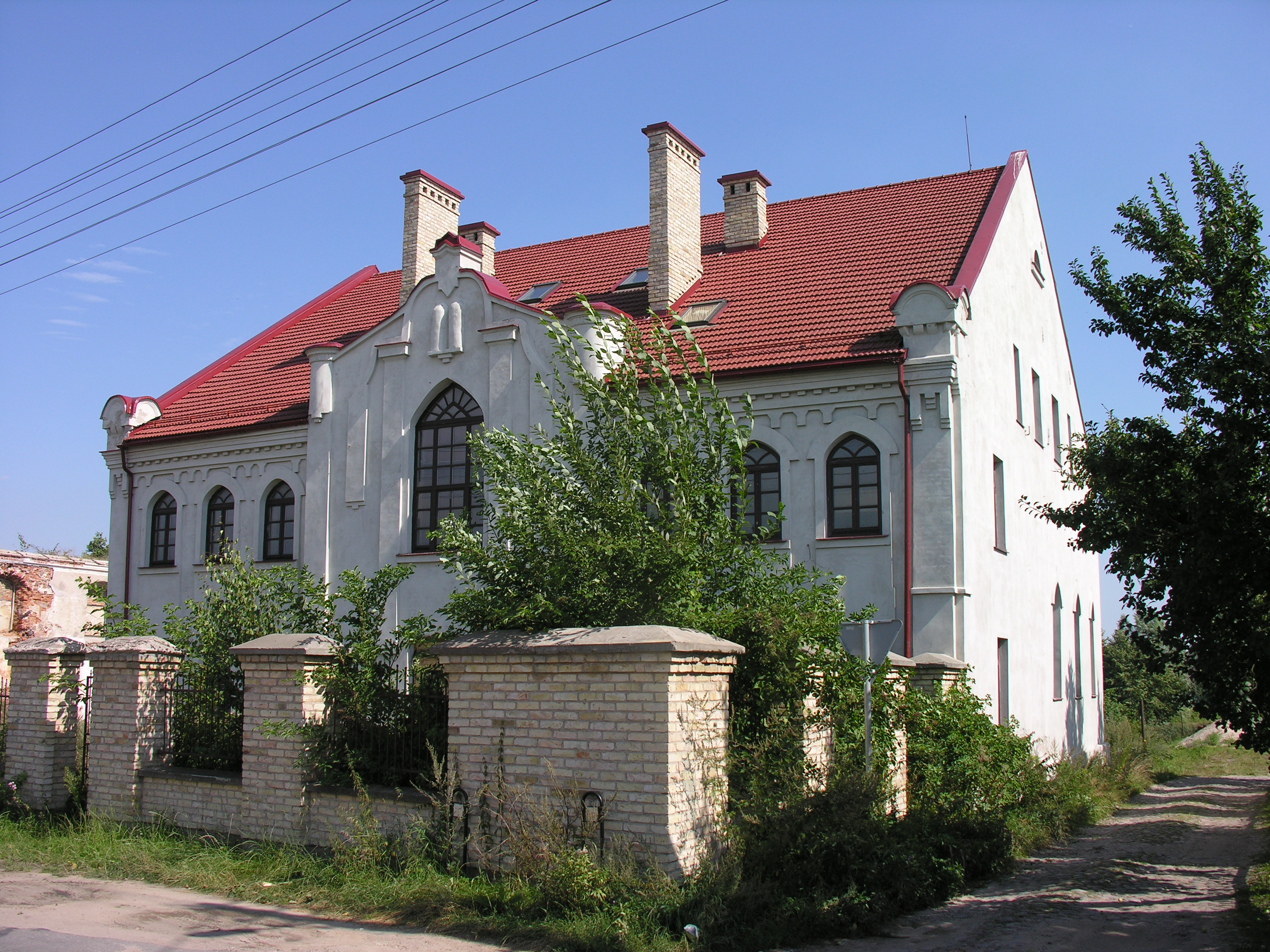
Beit Midrash Synagoge

## Söhne der Stadt
in der Reihenfolge des Geburtsjahres
- Elkhanan Elkes (1879–1944), litauischer Arzt und „Oberjude“ in KZ Kauen
- Isaac Margolis (1842–1887), russisch-polnischer Rabbi und Autor
- Meyer London (1871–1926), US-amerikanischer Politiker,  Sozialist des Bundesstaates New York im US-Repräsentantenhaus
- Elias Avery Lowe (1879–1969), US-amerikanischer Paläograph
- Juozas Greifenbergeris (1898–1926), litauischer Kommunist und Funktionär der kommunistischen Jugendbewegung
- Jokūbas Josadė (1911–1995), Schriftsteller
- Sigitas Slavickas (* 1941), Politiker